# Zunilito
Zunilito est une commune dans le Département de Suchitepéquez au Guatemala. Elle est située à 790 m d’altitude et couvre une zone de 78 km2.